# エタノールアミン
エタノールアミン（英語: ethanolamine）、2-アミノエタノール（2-aminoethanol）ないしはモノエタノールアミン（monoethanolamine, 略:MEA）は、一級アミン（分子構造上ではアミノ基）と一級アルコール（同様にヒドロキシ基）の両方を有する有機化合物である。他のアミン同様にモノエタノールアミンも弱い塩基として作用する。エタノールアミンは毒性、可燃性、腐食性を持つ無色、粘稠な弱いアンモニア臭がする液体である。エタノールアミンの屈折率は1.4539である。消防法に定める第4類危険物 第3石油類に該当する。
一般にエタノールアミンはジエタノールアミン（DEA）やトリエタノールアミン（TEA）と区別する場合は、モノエタノールアミンないしはMEAと呼ばれる。モノエタノールアミンは酸化エチレンとアンモニアを反応させて製造される。さらに酸化エチレンが反応するとDEAやTEAが得られる。エタノールアミンはリン脂質の二番目に豊富な頭部構造であり、それらは生体膜中で見いだされる。
エタノールアミンは抗ヒスタミン薬の共通構造において、ジフェニルメタンに連結しているエチルアミン部分として見いだされる。例えばジフェンヒドラミン（ドリエル）、フェニルトロキサミン（Percogesic）、ドキシラミン（Unisom、睡眠導入剤）等の部分構造である。これらは第一世代の抗ヒスタミン薬であり、今日でもアレルギー疾患に有効である。しかし、スイッチOTCや処方医薬品のロラタジン (クラリチン)やフェキソフェナジン（アレグラ）など新しい第二世代抗ヒスタミン薬も登場している。第一世代は、エタノールアミンにより血液脳関門を通過するので、バルビツール酸系を凌駕する鎮静作用を持つ（新しい抗ヒスタミン薬はそうではない）。この理由のため、エタノールアミン構造を持つ抗ヒスタミン薬の強い眠気の作用を避けることができる第二世代抗ヒスタミン薬がしばしば処方される。逆に、この鎮静作用を持つため第一世代の抗ヒスタミン薬は抗アレルギー薬として以外にも、睡眠導入剤として薬局薬店で販売されている。

## モノエタノールアミン(MEA)の利用
MEAはさまざまな酸性ガスの吸着剤として水溶液が利用される。あるいは界面活性剤、乳化剤、磨き粉、医薬品原料、防食剤、化成品としても利用される。また薬剤学的にはMEAは緩衝剤や乳化剤として原体のまま利用される。
MEA水溶液は都市ガスの吸着アミンとしてガス洗浄に利用される。例えば、排ガスから二酸化炭素(CO2)を除去するのにMEA水溶液が利用される。水溶液は混合ガスから特定の成分を抽出するのにも利用される。すなわち、酸性成分は中和によりイオン化することで水溶液に溶解する。低温のMEA水溶液は極性物質であり、非常に安定である。そのため、混合ガスをガス洗浄して酸性ガスを除去するのに利用される。スクラバ装置（ガス洗浄装置）では大きな表面積でMEA水溶液と混合ガスとを接触させ、硫化水素(H2S)や二酸化炭素(CO2)のような酸成分を選択的に除去する。すなわち、MEA水溶液のようなアルカリ水溶液を使えば中和されて、H2Sは硫化水素イオン(HS-)として、二酸化炭素は炭酸水素イオン(HCO3-)として水溶液中に存在する。
H2S や CO2は弱酸性のガスなので水酸化ナトリウム (NaOH)のような強アルカリ水溶液では一度吸着したガスを放出することができない。しかし、MEAは弱塩基なので洗浄液を加熱することでH2S や CO2を再放出することができる。それ故、MEA洗浄液は再生装置にかけることでリサイクルされる。すなわち、MEA洗浄液を加熱すると弱酸性ガスのみが遊離型になり放出されてMEA溶液は純度を復元し、スクラバ装置に戻され再利用される。